# Parisii

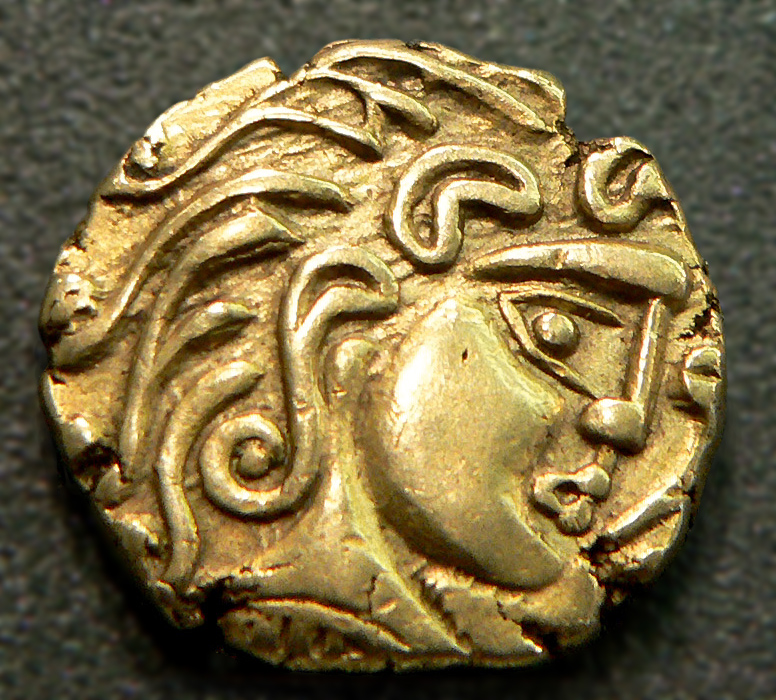
Tiền vàng của người Parisii

Parisii là những người Gaulois từng sống tại khu vực thành phố Paris. Tên của thành phố Paris xuất phát từ chữ « Civitas Parisiorum » trong tiếng La Tinh, có nghĩa là Thành trì của người Parisii. Còn nguồn gốc tên của người Parisii không được chắc chắn.
Khu vực Paris có sự xuất hiện của con người từ rất sớm. Năm 4.200 trước Công Nguyên, con người đã sinh sống thường xuyên ở đây. Tại điểm hợp lưu của sông Seine và sông Marne, một khu vực phì nhiêu màu mỡ, những người Parisii xây dựng nên thành trì của mình. Khoảng năm 100 trước Công Nguyên, đã có những đồng tiền vàng của người Parisii xuất hiện. Nhưng nếu so sánh với những thành phố lớn phía phía Đông như Alexandria, Babylone thì nơi đây chỉ là một thành trì nhỏ.
Năm 53 trước Công Nguyên, Julius Caesar, với mục đích xâm lược xứ Gaule, đã chọn địa điểm này để triệu tập hội nghị những người Gaulois. Vercingétorix, con trai một thủ lĩnh người Gaulois, đã kêu gọi liên minh để chống lại những người La Mã. Người Parisii nằm trong số những người đầu tiên đáp ứng lời kêu gọi đó. Năm 52 trước Công Nguyên, quân đội người Parisii với tám ngàn binh lính tới tham gia trận chiến.
Lãnh địa của người Parisii là nơi xảy ra các trận chiến cuối cùng giữa người Gaulois và quân đội La Mã. Trận Lutetia, quân đội Lê dương La Mã với 24.000 lính đã chiến thắng. Khu vực Paris thuộc về Đế quốc La Mã, thành phố Lutetia được xây dựng nên. Đến khoảng năm 300 thì Lutetia được đổi tên thành Paris.